# John Paragon
John Paragon est un acteur, réalisateur et scénariste américain née le 9 décembre 1954 à Anchorage en Alaska, et décédé le 3 avril 2021 à Palm Springs en Californie.

## Filmographie

### Acteur

#### Cinéma
- 1980 : Cheech and Chong's Next Movie : le réalisateur
- 1982 : Eating Raoul : le vendeur du sexshop
- 1982 : Pandemonium : le prisonnier
- 1982 : Things Are Though All Over : un homme sur le tapis rouge
- 1982 : Y a-t-il enfin un pilote dans l'avion ? : le client du vol économique
- 1983 : Going Berserk : Rooster
- 1984 : Uncensored : Skit
- 1985 : Pee-Wee Big Adventure : un acteur
- 1985 : Echo Park : Hugo
- 1985 : Get Out of My Room : Robert Walters
- 1986 : The Frog Prince : le prince grenouille
- 1987 : La Folle Histoire de l'espace : Dink
- 1987 : North Shore : le professeur
- 1988 : Elvira, maîtresse des ténèbres : le client de la station essence
- 1989 : Télé ringards : Richard Fletcher
- 1992 : À chacun sa loi (en) : l'agent du FBI
- 1992 : Chérie, j'ai agrandi le bébé : le laborantin
- 1994 : Every Breath : le réalisateur
- 1994 : Jumeaux jumeaux : le prêteur sur gages
- 1996 : Sombres Soupçons : Maître D'
- 2005 : Red Riding Hood : un pêcheur
- 2016 : Pee-wee's Big Holiday : un cadreur

#### Télévision
- 1981 : The Pee-wee Herman Show : Jami le génie, et Pterry le ptérodactyle
- 1981-1984 : Movie Macabre : le reniflard (5 épisodes)
- 1983 : Mystérieusement vôtre, signé Scoubidou (1 épisode)
- 1986-1990 : Pee-wee's Playhouse : Jambi et Pterri (40 épisodes)
- 1987 : Cheers : Grif Palmer (1 épisode)
- 1988 : Mr. Gun : Durward Monroe (1 épisode)
- 1993 : Harry et les Henderson : Arnold (1 épisode)
- 1995-1996 : Night Stand : plusieurs personnages (5 épisodes)
- 1995-1998 : Seinfeld : Cedric (3 épisodes)
- 2010-2011 : Elvira's Movie : le reniflard (4 épisodes)
- 2011 : Star Trek: Deep Space Nine : Bokar (1 épisode)
- 2011 : Saturday Night Live : Pterri (1 épisode)
- 2011 : The Pee-wee Herman Show on Broadway : Jambi et Pterri

### Réalisateur
- 1989-1990 : Pee-wee's Playhouse : 20 épisodes
- 1992 : À chacun sa loi (en)
- 1992 : Les Nouveaux Mousquetaires
- 1994 : Jumeaux jumeaux
- 1996 : Le Rebelle : 1 épisode
- 1996-1998 : Les Dessous de Palm Beach : 10 épisodes
- 1997 : Pacific Blue : 1 épisode

### Scénariste
- 1981 : The Pee-wee Herman Show
- 1982-1984 : Movie Macabre : 3 épisodes
- 1983 : The Paragon of Comedy
- 1984 : Cheeseball Presents
- 1984 : Elvira's MTV Halloween Party
- 1985 : Saturday Night Live
- 1986-1990 : Pee-wee's Playhouse : 24 épisodes
- 1988 : Elvira, maîtresse des ténèbres
- 1988 : Christmas at Pee-wee's Playhouse
- 1988 : The Cheech Show
- 1992 : Les Nouveaux Mousquetaires
- 1993 : Toby Terrier and His Video Pals : 2 épisodes
- 1993 : The Elvira Show
- 1994 : Jumeaux jumeaux
- 1999 : Méga Bébés : 2 épisodes
- 2001 : You Don't Know Jack : 1 épisode
- 2001 : Elvira et le Château hanté
- 2011 : The Pee-wee Herman Show on Broadway
- 2014 : 13 Nights of Elvira : 13 épisodes